# Actias tomariactias
Actias tomariactias är en fjärilsart som beskrevs av Felix Bryk 1942. Actias tomariactias ingår i släktet månspinnare, och familjen påfågelspinnare. Inga underarter finns listade i Catalogue of Life.